# Pleurotus eryngii
Espèce

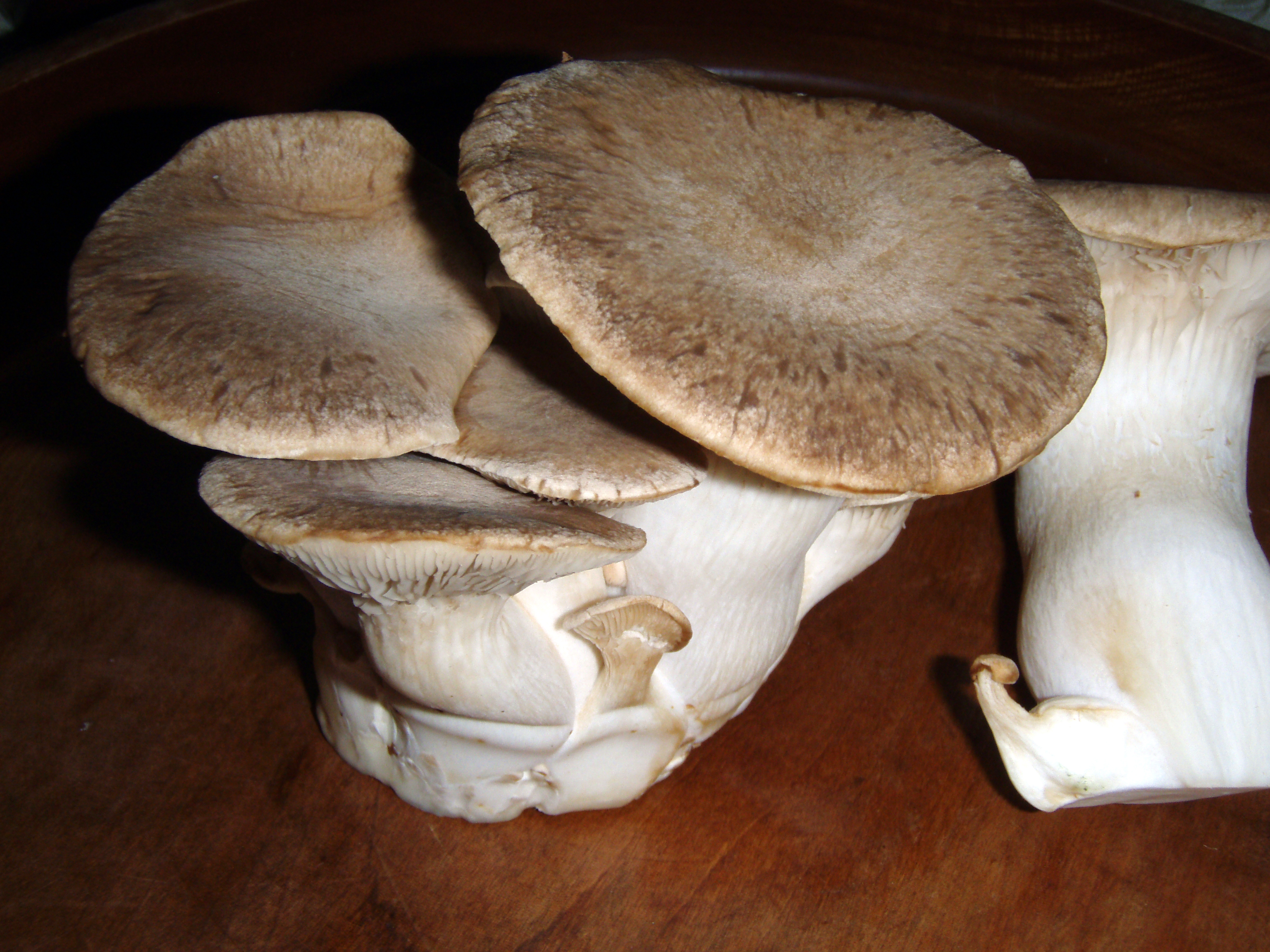
Pleurotus eryngii

Pleurotus eryngii, le pleurote de panicaut, ou encore argouane, bérigoule ou girboulot, est une espèce de champignons basidiomycètes du genre Pleurotus de la famille des Pleurotacées. Comme Pleurotus ostreatus, il peut  être cultivé.

## Taxonomie
Ses noms, scientifique et vernaculaire, proviennent des apiacées (ombellifères) du genre Eryngium auxquelles il est inféodé.

### Nom binomial accepté
Pleurotus eryngii var. eryngii (DC.) Quél 1872

### Synonymes
- Agaricus eryngii DC. 1815 (synonyme)
- Dendrosarcus eryngii (DC.) Kuntze 1898 (synonyme)
- Pleurotus fuscus Battarra Bres ex. 1928 (synonyme)

### Variétés
- Pleurotus eryngii var. elaeoselini Venturella, Zervakis & La Rocca 2000
- Pleurotus eryngii var. ferulae (Lanzi) Sacc. 1887

### Noms vernaculaires
Connu et apprecié depuis fort longtemps dans le Sud de la France, ce champignon est désigné par un nombre important de noms vernaculaires en langue d'Oc et en basque : pleurote de panicot, argouagne, argouane, babissou, beigoula, bérigoula, bérigoule, berigoulo, bolet dau baja preire, bouligoule, boulingoulo, bridoulo, brigoule, brigoulo, grigoulo, canicot, cardoueto, champignon de garrigues, champignon du panicaut, canquesto, congue, corgne, couderlo, congouerto, doridelle, escouderme, fougga, gingoule, girboulot de panicot, onglet, oreille de chardon, oreillette, panichaou, panicau, ragoule, ringoule[réf. souhaitée].

## Description du sporophore
Hyménophore : chapeau de 5 à 8 cm, cornucopié, convexe puis aplani à déprimé, cette espèce est très polymorphe pouvant prendre l'aspect d'une langue, commun chez les pleurotes, ou au contraire celui d'un tricholome.
Cuticule : lisse, tomenteuse, au début parfois écailleuse, mais vite glabre ; gris brunâtre, brun pâle, brun roux ou brun bistre, mais il peut devenir plus clair en vieillissant.
Marge : enroulée.
Lames : blanches, peu serrées, inégales;
Sporée : blanche.
Stipe : pied de 4 à 6 cm, épais, souvent (mais pas toujours) excentré.
Chair : épaisse, ferme, blanche.
Odeur et saveur : odeur faible, saveur douce.

## Habitat
Plutôt méridional, ce pleurote pousse en terrain dégagé sur les racines des panicauts, faux chardons du genre Eryngium, notamment sur le panicaut champêtre et le panicaut maritime. Ce champignon n'est cependant pas réellement mycorhizien étant donné qu'il est cultivé en tant que saprophyte sur de la matière organique. 

## Comestibilité et mise en culture
Le pleurote du panicaut, est un excellent comestible. Sa culture a été entreprise, à une moindre échelle que Pleurotus ostreatus.[réf. nécessaire]

## Bio-accumulation des métaux
Une étude faite par Didier Michelot (CNRS) en France à partir de 3 000 mesures de 15 métaux chez 120 spécimens de champignons de diverses espèces a détecté quatre espèces particulièrement accumulatrices : 
- - Suillus variegatus (Boletus) (94 ppm),
  - Agaricus aestivalis (87,4 ppm),
  - Agaricus arvensis (84,1 ppm),
  - Pleurotus eryngii (82 ppm).

## Propriété pharmacologique
Le pleurote du panicaut, comme tout champignon, semble renforcer le système immunitaire, qui est accentuée par la cuisson,. Elle contient en particulier deux polysaccharides anti-inflammatoires via une action sur les macrophages.[pas clair]

## Production

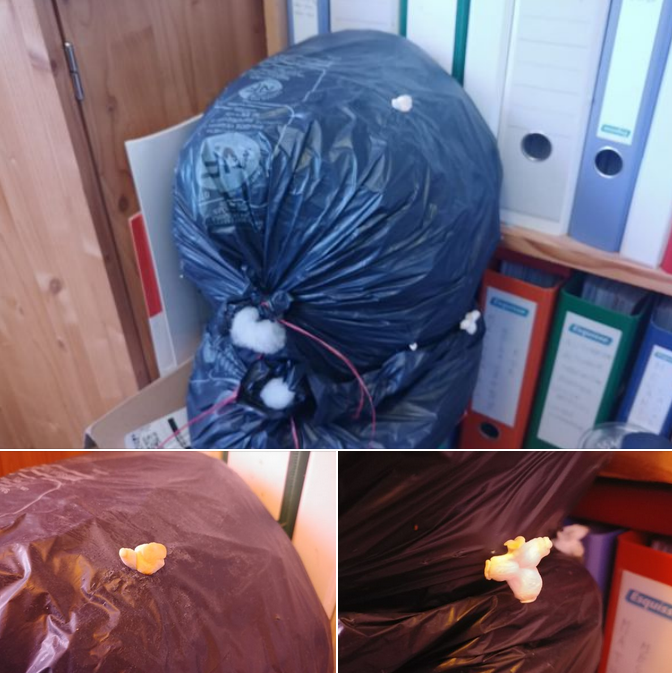
culture improvisée de pleurote de panicaut

La technique culturale du pleurote du panicaut ressemble à celle du Grifola frondosa. Le substrat est d'origine végétale. Se distinguent une phase d'incubation et une phase de fructification. Durant la première phase le mycélium va envahir le substrat et durant la deuxième le sporophore se développe. Les conditions climatiques (humidité de l'air, température et CO2) sont strictement contrôlées.
Une espèce voisine plus grande, Pleurotus ferulae, pousse sur les racines des férules, et Pleurotus elaeoselini pousse sur les Laserpitium.
Il ne présente guère de risque de confusion, du fait de sa stricte dépendance du panicaut ou d'autres ombellifères similaires.
Une étude chinoise a également montré que l'ajout d'extrait d'ase fétide au substrat de culture du champignon Pleurotus eryngii accélérait la croissance du mycélium et des sporophores, ainsi que les qualités organoleptiques et nutritives du champignon.

## Le champignon le plus long du monde
Le 25 juillet 2014, le Livre Guinness des records inscrit un pleurote de panicaut japonais comme le plus long champignon comestible mesuré à 59 cm. Il a été cultivé à Nagano par Hokuto Corp.